# 南达科他级战列舰 (1941年)
南达科他级战列舰（South Dakota class battleship）是美国海军在北卡罗莱纳级战列舰基础上改进设计的一种战列舰。

## 设计
因为北卡罗来纳级战列舰只能防御14英寸炮，显得攻强守弱，于是南达科他级战列舰诞生了。南达科他级战列舰的设计排水量、火力与北卡罗莱纳级相同，重点加强防护力，因此尽可能的减轻一些不必要的重量重点优化装甲防护。由于排水量受华盛顿海军条约限制及试用了一些未经全面测试的革新性新技术而使该级舰并不是十分成功，而且没有安装空调，但仍被公认为攻防比较平衡的、最优秀的条约型战列舰。该级保持与北卡罗来纳级相同的最大舰宽，缩小水线长度，动力舱室更加紧凑，造成航速略为降低，转弯半径较北卡罗莱纳级稍大；采用单烟囱，增加侧舷装甲带倾斜角度以及甲板装甲厚度，防护水平得到了明显的提高；采用球鼻型舰艏以降低舰体阻力，并增大了主机功率。该级舰于1938年5月批准建造，同级四艘：南达科他号(BB57)、印第安纳号(BB58)、马萨诸塞号(BB59)、阿拉巴马号(BB60)，均于1942年间服役。由于长宽比小，所以南达科他级战列舰（1941）是美国唯一一级长宽比保持在6.5以下新式战列舰。

## 服役情况
1942年10月26日，南达科他号同两艘约克城级航空母舰一起参加聖克魯斯群島戰役，在海战中击落32架日本飞机，创造了一艘战舰一天内击落飞机的纪录。
同年11月8日，马塞诸塞号参加了北非的“火炬”登陆行动，炮击停泊在卡萨布兰卡港的法国让·巴尔号战列舰，16英寸大炮显示了强大的威力，法国战列舰被命中5枚炮弹，丧失了战斗力。2艘法国驱逐舰亦被击沉。这是战争中美国军舰第一次发射16英寸炮弹。
1942年11月14日夜间，南达科他号与华盛顿号战列舰在瓜岛海域和日本海军雾岛号战列舰编队遭遇，随后的战斗即为瓜达尔卡纳尔海战。南达科他号在电路故障的情况下遭到日本舰队集中攻击，被1枚14英寸炮弹及40余枚其他炮弹击中，上层建筑损伤严重，但舰体并没有受到大的损坏。这是史上唯一一次确认的被敌人战列舰击中的美国战列舰。随后南达科他号进厂大修62天并换掉一门主炮。
南达科他级各舰随后参加了包括菲律宾海海战、莱特湾海战、冲绳岛战役等其他盟军大型行动，大多为快速航空母舰特混舰队提供强大的防空火力掩护，以及为两栖登陆作战提供强大的对岸火力支援等。
战后1947年该级舰开始陆续退役，1962年至1965年相继报废处理。1965年马萨诸塞号成为马萨诸塞州的一个纪念馆开始对公众开放。阿拉巴马号也作为博物馆予以保留。